# Кокцидиоз
Кокцидиоз (другое название-эймериоз) — протозоонозное инвазионное заболевание, возбудитель представители класса кокцидий (Coccidia). Заражение происходит в ходе приёма пищи, в которой находится ооциста кокцидии, представляющая собой одну из фаз её многоступенчатого развития. Заражение наиболее вероятно в дни выгула с тёплой дождливой погодой. Поражает в основном птиц и грызунов, реже копытных. Различают острую и хроническую формы. Обе формы причиняют огромный ущерб сельскому хозяйству, так как при стадном содержании смертность от острого кокцидиоза принимает характер почти поголовного мора (у цыплят до 100 %, у крольчат до 85 %, у телят и ягнят существенно меньше).
Ооцисты уничтожает только огонь (паяльной лампы) и крутой кипяток. В навозе сохраняются до 3 месяцев, на пастбищах до года. Поражают в основном желудочно-кишечный тракт, печень, у гусей также и почечные лоханки. На каждом виде паразитируют свои кокцидии 11 разновидностей. У кур это преимущественно эймерии тенелла, вызывающая эймериоз. Возможна профилактическая вакцинация. К первичным симптомам болезни относятся вялость, взъерошенность, поникший вид, диарея. К вторичным — сильная анемия, посинение кожи.